# 李东学
李东学（1982年11月27日—），中国男演員，出生于河南省郑州市。主演過眾多影視劇的新晉小生，先后毕业于郑州大学计算机专业和北京电影学院2003级表演系本科。主要作品：《後宮甄嬛傳》、《趙氏孤兒》、《刁蠻新娘》、《大秦直道》、《書劍恩仇錄》、《辛亥革命》、《少年楊家將》、《绣春刀》等。

## 影视作品

### 電視劇
| 年份   | 剧名                             | 角色             |
| 2006年 | 《少年杨家将》                   | 楊延平（楊大郎） |
| 2006年 | 《纯真年华--分手代理》           | 路晓凯           |
| 2007年 | 《世纪不了情》                   | 林子良           |
| 2007年 | 《大秦直道》                     | 蒙毅             |
| 2008年 | 《書劍恩仇錄》                   | 徐天宏           |
| 2010年 | 《刁蛮新娘》                     | 戴问天           |
| 2011年 | 《孔子春秋》                     | 有若             |
| 2011年 | 《後宮甄嬛傳》                   | 果郡王允礼       |
| 2012年 | 《第九个寡妇》                   | 孙少勇           |
| 2014年 | 《纸婚》                         | 管桐             |
| 2014年 | 《假如幸福来临》                 | 罗成（罗世亨）   |
| 2015年 | 《抓住彩虹的男人》               | 周邵天           |
| 2015年 | 《四手妙弹》(2011年拍攝)         |                  |
| 2016年 | 《城市恋人》(2012年拍攝)         | 丁默             |
| 2019年 | 《倚天屠龙记》                   | 張翠山           |
| 2019年 | 《面具背后》(2014年拍攝)         | 林奕晨/徐继发    |
| 2019年 | 《宸汐缘》                       | 景休             |
| 2020年 | 《奋进的旋律》                   | 林杰             |
| 2024年 | 《无声恋曲》(2012年拍攝)         | 林颂凡           |
| 2024年 | 《塞上迷情》(2017年拍攝，網絡劇) | 顾耽/格雷        |
| 2024年 | 《上甘岭》                       | 張成保           |
| 待播中 | 《包青天》                       | 包拯             |
| 待播中 | 《探戈》                         |                  |

### 電影
| 年份   | 片名                           | 角色                   |
| 2008年 | 《女人不坏》                   | 开车警察               |
| 2008年 | 《未来警察》                   | 小天                   |
| 2008年 | 《时尚先生》                   | Tony                   |
| 2008年 | 《那年我八岁》                 | 贾舒                   |
| 2009年 | 《大内密探灵灵狗》             | 鬼太郎                 |
| 2009年 | 《生日快乐》                   | 牛子                   |
| 2010年 | 《辛亥革命》                   | 载沣                   |
| 2010年 | 《赵氏孤儿》                   | 提弥明                 |
| 2010年 | 《蓝色矢车菊》                 | 财务经理               |
| 2012年 | 《许海峰的枪》                 | 许海峰                 |
| 2013年 | 《聽見下雨的聲音》             | 文化節北京隊           |
| 2014年 | 《绣春刀》                     | 靳一川                 |
| 2015年 | 《大囍臨門》                   | 高飛                   |
| 2016年 | 《钢刀》                       | 陈铁金                 |
| 2016年 | 《勇士》                       | 黄开湘                 |
| 2017年 | 《中国推销员》                 | 严键                   |
| 2017年 | 《六年，六天》                 | 客串                   |
| 2019年 | 《下一任：前任》               | 黃克群                 |
| 2019年 | 《牛油果的春天》               |                        |
| 2021年 | 《千顷澄碧的时代》             | 芦靖生                 |
| 2021年 | 《浴血无名川》(网络电影)       | 杜川(兼任制作人、编剧) |
| 2021年 | 《不良帅之大蛇灾》(网络电影)   | 王玄                   |
| 2021年 | 《冲出战俘营》(网络电影)       | 费镇西                 |
| 2021年 | 《封神之九曲黄河阵》(网络电影) | 杨戬                   |
| 2022年 | 《冰雪狙击》(网络电影)         | 华志                   |
| 2022年 | 《队长老爸》                   |                        |
| 2023年 | 《浴血无名·奔袭》(网络电影)    | (兼任監製)             |
| 待上映 | 《老家伙们》                   |                        |

### 微電影
| 年份   | 片名               | 角色       |
| 2012年 | 公益微电影《降落》 | 出租车司机 |

## 奖项
| 年份   | 頒獎典禮         | 獎項           | 劇名           |
| ------ | ---------------- | -------------- | -------------- |
| 2012年 | 国剧盛典         | 最佳新人男演员 | 《后宫甄嬛传》 |
| 2013年 | 中國電影金鳳凰獎 | 新人奖         |                |